# Abadia de Santa Valburga
A Abadia de Santa Valburga é um mosteiro das freiras beneditinas em Virginia Dale (Colorado), nos Estados Unidos, que pertence à Federação das Abadias Beneditinas da Baviera.

## História
A Abadessa Maria Anna Benedicta von Spiegel OSB da Abadia da Baviera de Santa Valburga em Eichstätt iniciou o estabelecimento de um mosteiro em Boulder no Colorado, Estados Unidos, em 1935 em vista das políticas cada vez mais antieclesiásticas dos Nacional-Socialistas para criar um refúgio para as freiras de sua abadia. As primeiras freiras vieram de Eichstätt e da Abadia de Nonnberg em Salzburgo. Em 1951, o mosteiro recém-fundado recebeu o estatuto legal de priorado dependente e, portanto, o direito de aceitar e treinar noviços. Em 1986, o mosteiro tornou-se um priorado independente e em 1989 tornou-se uma abadia.
Em 1997, a crescente comunidade deixou o agora pequeno mosteiro em Boulder e mudou-se para edifícios novos e maiores em Virginia Dale.

## Abadessas
1. Maria-Thomas Beil, natural de Breslau, entrada e profissão em St. Walburg, Eichstätt; Professora na St. Walburg Abbey School, enviada para Boulder em 1979, prioresa lá em 1981, de 1989 a 16 de maio de 2003 Abadessa
2. Maria-Michael (Kerri) Newe, nascida em Norwalk, Califórnia, tem uma irmã gêmea, Terri; Entrada em Santa Valburga, Boulder, em 7 de Outubro de 1976; Profissão em 7 de outubro de 1978; Prioresa em 1999; Abadessa: Eleição: 17 de Julho de 2003, bênção: 6 de setembro de 2003 (Arcebispo Daniel Kucera).